# Saint-Martin-des-Combes
Saint-Martin-des-Combes è un comune francese di 197 abitanti situato nel dipartimento della Dordogna nella regione della Nuova Aquitania.

## Società

### Evoluzione demografica
Abitanti censiti